# Сасово (станция)
Са́сово — железнодорожная станция Московской железной дороги. Находится в городе Сасове Рязанской области.
Располагается на линии Москва — Рузаевка — Самара исторического хода Транссиба. На станции находилось локомотивное депо Сасово (филиал ТЧ-39 Рязань). В пределах станции располагается путевая часть Сасово (ПЧ-40).
На станции 2 пассажирских платформы. Первая платформа, начинающаяся у здания вокзала как боковая и высокая, далее переходит в островную и низкую. Обслуживает 1-й путь и тупик. На тупике расположен восстановительный поезд, доступ к нему загорожен. Низкая 2-я платформа островная, обслуживает 3-й и 4-й пути.

## Пассажирское сообщение

### Поезда дальнего следования
Сасово является остановкой для поездов в направлении Поволжья, Южного Урала, Средней Азии. Время стоянки для большинства поездов 5 минут. По станции перецепляют беспересадочный вагон Москва — Земетчино. По состоянию на декабрь 2018 года через станцию курсируют следующие поезда дальнего следования:
| № поезда                        | Маршрут движения                | № поезда                        | Маршрут движения                |
| Круглогодичное движение поездов | Круглогодичное движение поездов | Круглогодичное движение поездов | Круглогодичное движение поездов |
| ------------------------------- | ------------------------------- | ------------------------------- | ------------------------------- |
| 21 «Ульяновск»                  | Ульяновск — Москва              | 22 "Ульяновск"                  | Москва — Ульяновск              |
| 49 «Двухэтажный состав»         | Самара — Москва                 | 50 «Двухэтажный состав»         | Москва — Самара                 |
| 63                              | Димитровград — Москва           | 64                              | Москва — Димитровград           |
| 83                              | Караганда — Москва              | 84                              | Москва — Караганда              |
| 107 «Самара»                    | Самара — Санкт-Петербург        | 108 «Самара»                    | Санкт-Петербург — Самара        |
| 115                             | Уфа — Москва                    | 116                             | Москва — Уфа                    |
| 391                             | Челябинск — Москва              | 392                             | Москва — Челябинск              |
| Сезонное движение поездов       |                                 |                                 |                                 |
| 251                             | Димитровград — Москва           | 252                             | Москва — Димитровград           |

### Пригородные поезда
- Поезда в сторону Рязани: 2 поезда до Рязани, 2 поезда Пичкиряево — Рязань, 1 поезд Кустарёвка — Рязань.
- Поезда в сторону Кустарёвки: 1 поезд до Пичкиряева[3], 1 поезд до Кустарёвки, 2 поезда до Свеженькой, 2 поезда Рязань — Кустарёвка, 2 поезда Рязань — Пичкиряево.